# Epilissus hova
Epilissus hova là một loài bọ cánh cứng trong họ Bọ hung (Scarabaeidae).